# Wolbachia
Wolbachia é um gênero de bactérias que infectam artrópodes, incluindo uma alta taxa de insetos. Além destes, infectam também aranhas, isópodos, e uma série de nematodos do grupo das filárias. Foi primeiramente identificado em 1924 por Hertig e Wolbach em Culex pipiens, uma espécie de mosquito.
Em 2010 cientistas da Universidade do Estado de Michigan demonstraram que espécies deste gênero podem bloquear a duplicação do mosquito Aedes aegypti transmissor da dengue. A revelação foi publicada na revista científica PLoS Pathogens. Além disso, a  bactéria parece bloquear os mosquitos de transmitir o vírus da Zika para os seres humanos.
A Wolbachia também afeta a reprodução dos mosquitos da dengue. Fêmeas com Wolbachia, ao se reproduzir com machos (independente do seu status de infecção com Wolbachia) geram descendentes com Wolbachia. Já machos com Wolbachia que reproduzam com fêmeas não infectadas não geram descendentes.

## Combate à dengue no Brasil
O Brasil investe no método Wolbachia para combate da dengue desde 2011. Em 2015 foi realizada a primeira liberação de mosquitos com a bactéria, em bairros específicos do estado do Rio de Janeiro. Nos anos seguintes, foram expandidos nas cidades de Niterói e Rio de Janeiro. Em 2019 foi anunciada uma terceira etapa do método, com liberação dos mosquitos em Campo Grande (MS), Belo Horizonte (BH) e Petrolina (PE). Em junho de 2020, a previsão era que os mosquitos fossem liberados em Campo Grande em setembro do mesmo ano. Os mosquitos com Wolbachia são capazes de se reproduzir e gerar descendentes com a bactéria, o que torna a estratégia um método sustentável de combater a dengue. Por isso, os pesquisadores monitoram a população de insetos para verificar se eles estão se reproduzindo, e se a Wolbachia se mantém na população.

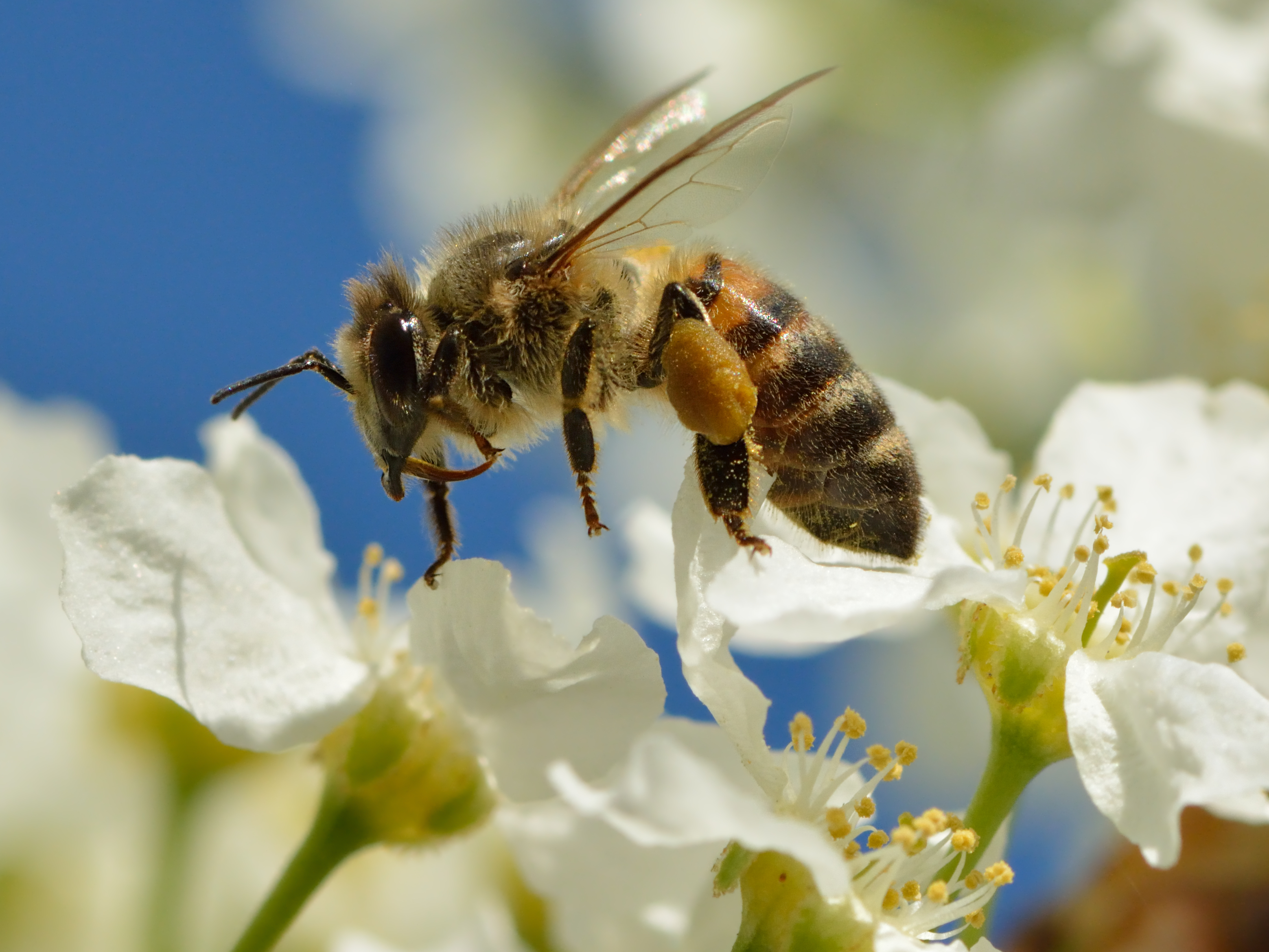
Apis mellifera, uma das espécies que podem ser infectadas pela bactéria Wolbachia

## Interações Ecológicas e Efeitos na População Hospedeira
Como já citado anteriormente, a Wolbachia é um gênero de bactérias intracelulares amplamente prevalentes em insetos e outros artrópodes, além de nemátodos. Na maioria dos hospedeiros a Wolbachia existe como um endossimbiótico que mantém um relacionamento neutro com o hospedeiro. Na maioria dos artrópodes, a Wolbachia mantém um relacionamento facultativo, diferentemente de algumas espécies de nematoides, onde ela mantém uma relação obrigatória fixa. 
A Wolbachia é mais facilmente encontrada em ordens específicas de insetos, como Diptera e Hemiptera, e menos comum em outras como Ephemeroptera. Estimativas realizadas em 2015 revelaram que cerca de metade de todas as espécies de insetos - Hexapoda - está infectada com a bactéria. No entanto, a incidência da presença da bactéria pode variar em populações naturais de hexápodes, alternando entre muito raras, e até 100% de incidência nos indivíduos de uma mesma população. A Wolbachia é quase sempre transmitida de forma materna entre os indivíduos. A alta incidência da presença da Wolbachia em artrópodes, provavelmente está relacionada com o aumento do fitness de fêmeas reprodutoras que estão infectadas com a bactéria. Não se sabe ao certo como, mas a relação endossimbiótica da Wolbachia com os animais infectados, levou a seleção de fenótipos mutualistas no hospedeiro, que estão relacionados com a supressão da infecção de vírus e outros micróbios.

### Impactos documentados da presença da Wolbachia em Insetos hospedeiros

#### Reprodução
A Wolbachia desenvolveu estratégias para manipular a reprodução do hospedeiro de muitas maneiras, incluindo partenogênese, feminilização, morte de machos e incompatibilidade citoplasmática, para facilitar a sua própria proliferação e transmissão. A incompatibilidade citoplasmática favorece a reprodução das fêmeas infectadas pois os machos infectados por Wolbachia sofrem modificação do esperma, que é incompatível com fêmeas não infectadas, o que induz a propagação das fêmeas que carregam a Wolbachia em populações não infectadas. A incompatibilidade citoplasmática pode ser também bidirecional, na qual os dois sexos são infectados por diferentes linhagens de Wolbachia e que não conseguem resguardar o esperma modificado pela outra linhagem. Nota-se que a incompatibilidade citoplasmática não altera a proporção de machos e fêmeas na população do hospedeiro.
O mecanismo de morte de machos induzida por Wolbachia, por sua vez, altera a proporção entre os sexos, eliminando, antes mesmo antes de eclodirem, os machos da espécie hospedeira que não são capazes de transmitir verticalmente a infecção, como no caso da Drosophila bifasciata. O que favorece as fêmeas da prole infectada, que por não competirem com os machos, que foram eliminados, possuem menos relações antagônicas entre indivíduos da mesma prole e menores taxas de endogamia, aumentando as chances de sobrevivência, se comparadas às fêmeas não infectadas e permitindo a propagação da Wolbachia na população.

#### Comportamento
Bactérias simbiontes podem alterar o comportamento do hospedeiro para promover a sua transmissão . Mudanças comportamentais em hospedeiros infectados com a Wolbachia já foram documentadas. Essas mudanças podem estar relacionadas com a expressão alterada de genes do hospedeiro provocado pela presença da bactéria. Uma dessas modificações de comportamento é o efeito no sono do hospedeiro. Foi relatado que a Wolbachia aumenta o tempo de sono em ambos machos e fêmeas de indivíduos de Drosophila Melanogaster. Além disso, foi relatado que a Wolbachia torna o hospedeiro mais facilmente incomodado por estímulos mínimos que aqueles que não possuem a bactéria, ou seja, eles são acordados mais facilmente .

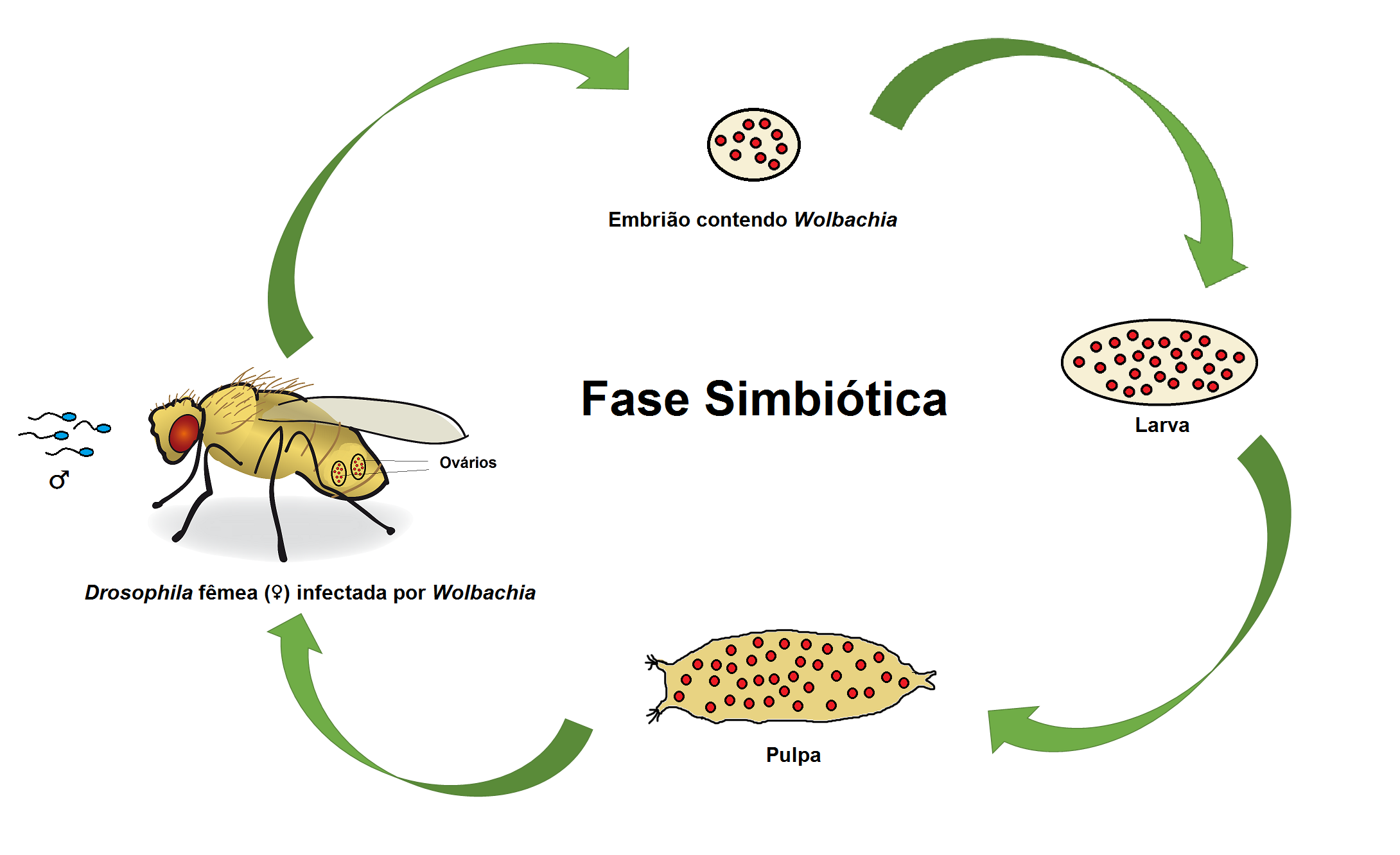
Transmissão vertical de simbiontes Wolbachia e Drosophila

#### Redução da infecção e da transmissão de Zika Vírus emAedes aegypti
Foi experimentalmente demonstrado que os mosquitos Aedes aegypti infectados por Wolbachia possuem uma redução de infecção pelo Zika vírus tanto em seus tecidos quanto em sua saliva, esta última sendo muito significativa, sugerindo que a Wolbachia ajuda a impedir que a infecção saia do trato intestinal do mosquito e chegue na saliva. Além disso, a concentração de genoma viral nos tecidos de mosquitos infectados com Wolbachia é significativamente menor do que os não infectados, possivelmente porque a bactéria limita a habilidade do Zika vírus de invadir as células e se replicar. O mesmo estudo demonstrou que a saliva dos mosquitos infectados por Wolbachia e Zika vírus não continha partículas virais infecciosas, em contraste com os infectados apenas com o Zika, o que é um importante indicador do efeito da Wolbachia na redução da transmissão do Zika vírus por Aedes aegypti .